# Sefi Atta

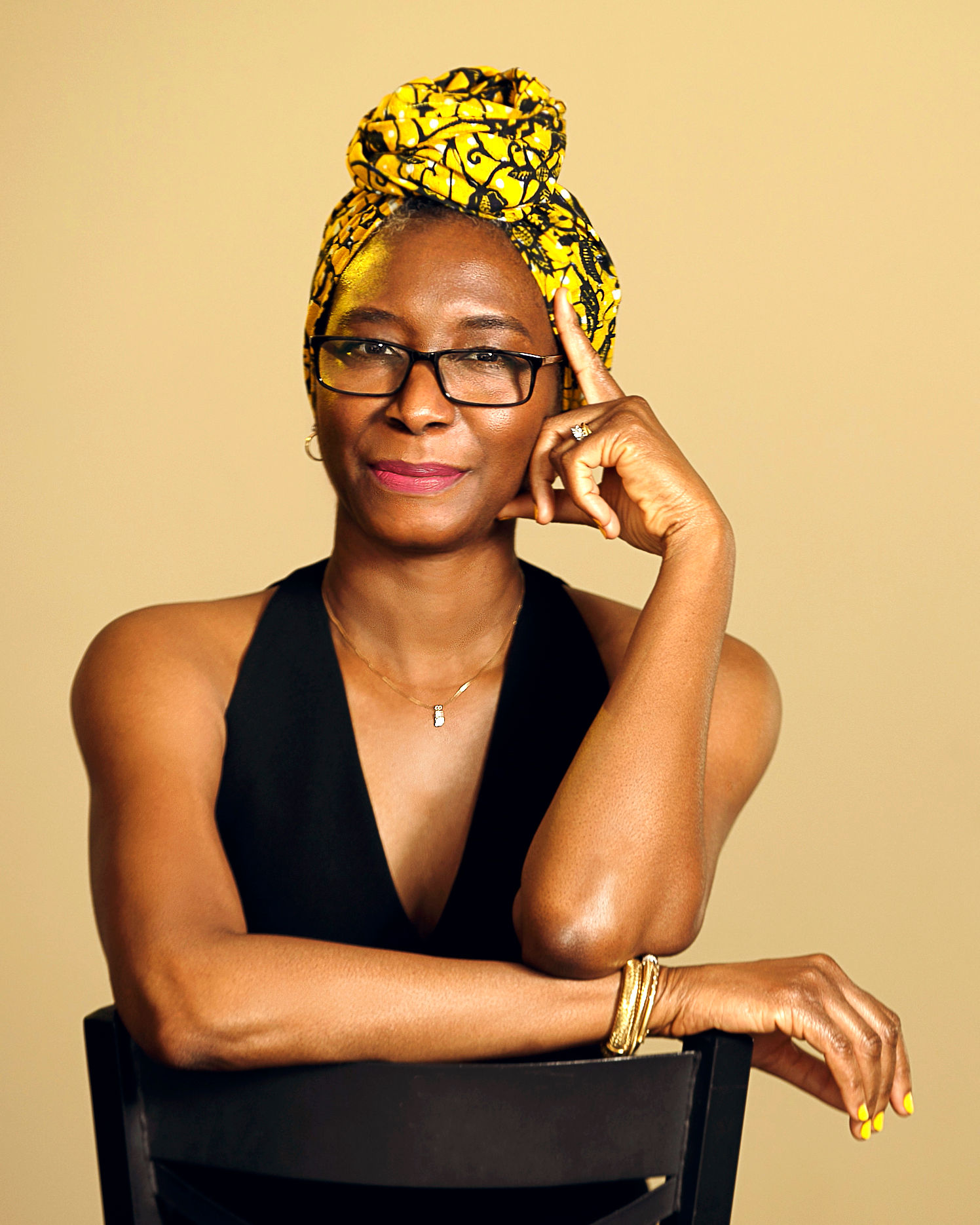
Sefi Atta

Sefi Atta (* 1964 in Lagos, Nigeria) ist eine nigerianische Schriftstellerin. Sie wurde als Autorin von Kurzgeschichten, Romanen und Hörspielen bekannt. Ihr Roman Everything Good Will Come wurde in zahlreiche Sprachen, darunter auch ins Deutsche, übersetzt.

## Leben
Sefi Atta besuchte das Queen’s College in Lagos und die Millfield School in England. 1985 schloss sie ihre Studienzeit an der Birmingham University als geprüfte Buchhalterin (chartered accountant) ab. Sie lebte danach in London, wo sie als Wirtschaftsprüferin arbeitete.
1994 zog sie von England in die USA. Hier begann sie zu schreiben und nahm 2001 an einem Kurs in Kreativem Schreiben an der Antioch University, Los Angeles, teil.
Sefi Atta lebt mit ihrem Mann, Gboyega Ransome-Kuti, einem Arzt, und ihrer Tochter Temi in Meridian, Mississippi. Sie unterrichtet an der Mississippi State University.

## Werke (Auswahl)
- Everything Good Will Come. Farafina, Lagos 2005, ISBN 978-066-302-9 (deutsch: Sag allen, es wird gut!)
- Swallow. A Novel. Farafina, Lagos 2008, ISBN 978-978-48012-8-7.
- News From Home. Short Stories. Lubin & Kleyner, London 2009, ISBN 978-0-9541570-4-3.
- A Bit of Difference. Interlink Books, Northampton MA 2012, ISBN 978-1-56656-892-0 (deutsch: Nur ein Teil von dir.).

### Deutschsprachige Ausgaben
- Sag allen, es wird gut! Roman, aus dem Englischen von Sigrid Groß. Peter Hammer, Wuppertal 2008, ISBN 978-3-7795-0199-2 (Taschenbuchausgabe. Unionsverlag, Zürich 2011; Unionsverlag-Taschenbuch. Bd. 514). 2011, ISBN 978-3-293-20514-7.
- Hagel auf Zamfara. Aus dem Englischen von Eva Plorin. Peter Hammer, Wuppertal 2012, ISBN 978-3-7795-0373-6.
- Nur ein Teil von dir. Roman. Aus dem Englischen von Eva Plorin. Peter Hammer, Wuppertal 2013, ISBN 978-3-7795-0473-3.

## Auszeichnungen (Auswahl)
- 2003: Red Hen Press Short Story Award, Erster Preis
- 2004: Mississippi Arts Commission Grant
- 2005: PEN International David TK Wong Prize, Erster Preis
- 2006: Wole Soyinka Prize for Literature in Africa
- 2009: Noma-Preis für afrikanische Literatur for Lawless[2]
- 2019: Aufnahme in die Anthologie New Daughters of Africa von Margaret Busby